# 囊胸亞綱
囊胸亞綱（學名：Ascothoracida）為甲殼亞門下的分類階元，約包含有110個物種。牠們分布於全世界，全部皆為寄生於刺胞動物門及棘皮動物門上的寄生蟲。
囊胸亞綱原先為蔓足下綱（藤壺）底下的囊胸目，現在兩者被視為是獨立的兩個亞綱，與帶甲亞綱共同組成鞘甲綱。
囊胸亞綱物種的胸部具有六對二分枝的附肢，腹部分為四節，尾節上具有尾叉。比起藤壺，囊胸亞綱物種的這些特徵反而與橈足亞綱更為相似。此外，牠們還具有分作兩瓣的甲殼，且雌性的甲殼會較雄性寬大。

## 外部連結
- 維基物種上的相關：囊胸亞綱